# Owen Hart en The British Bulldog
Owen Hart en The British Bulldog vormden een professioneel worstel tag team dat actief was in de World Wrestling Federation (WWF).

## In worstelen
- Finishers
  - Sharpshooter – Owen Hart
  - Running powerslam – British Bulldog

- Manager
  - Jim Cornette

## Kampioenschappen en prestaties
- World Wrestling Federation
  - WWF Tag Team Championship (1 keer)
  - WWF European Championship (1 keer) – Bulldog
  - WWF Intercontinental Championship (2 keer) – Owen